# Cordulia shurtleffii
Espèce
Cordulia shurtleffii est une espèce nord-américaine de libellules faisant partie de la famille des Corduliidae appartenant au sous-ordre des anisoptères dans l'ordre des odonates. Son nom vernaculaire est Cordulie de Shurtleffer.

## Description
La cordulie de Shurtleffer est une libellule de taille moyenne mesurant entre 45-50 mm de long. Ses yeux sont vert émeraude et le thorax est brun avec des reflets métalliques verts. On retrouve également une bonne pilosité à cet endroit. L'abdomen est sombre avec des reflets métalliques. En sa base, on retrouve un anneau de couleur blanche. Les ailes antérieures et postérieures sont transparentes et tendent à brunir avec le temps. Le mâle et la femelle sont semblables.

### Espèce similaire
- Dorocordulia lepida

## Répartition
On la trouve au Canada, notamment au Québec et dans le nord des États-Unis.

## Habitat
Cette espèce semble préférer les lacs et les étangs.